# American Buffalo (opera teatrale)
(Teach)
American Buffalo è un'opera teatrale del drammaturgo statunitense David Mamet. La prima rappresentazione si tenne a Chicago nel 1975, con la regia di Gregory Mosher.

## Trama
Il rigattiere Don vende a un cliente, per novanta dollari, un american buffalo (una rara moneta da mezzo dollaro). Successivamente a Don viene in mente che il valore della moneta sia considerevolmente superiore, così lui e il suo giovane garzone Bob progettano di riappropriarsi della moneta, rubandola. Bob, incaricato di spiare le mosse del cliente, riferisce a Don che lo ha visto andare via per  il weekend, con una valigia in mano. Intanto nella bottega di Don arriva un suo compagno di poker, Teach, il quale apprende del progetto di furto. Teach convince l'amico che Bob non è affidabile e si offre di sostituirlo, proponendo addirittura di rubare l'intera collezione di monete del cliente. Don accetta, ma pretende che Teach venga accompagnato da Fletcher, un altro amico del poker. Poco prima della mezzanotte iniziano i preparativi finali per il furto, ma Fletcher tarda a presentarsi. Teach dice a Don che Fletcher è un bugiardo e un baro e che sicuramente commetterà il furto per conto suo. Nel frattempo arriva Bob che cerca di rifilare a Don un american buffalo simile a quello che Don aveva venduto al cliente. Alla domande sulla provenienza della moneta, Bob si dimostra evasivo e quindi Teach sospetta che Bob e Fletcher siano complici e che abbiano già portato a termine il furto per conto loro; chiede a Bob dove si trovi Fletcher e il giovane gli dice che Fletcher è stato picchiato e rapinato da alcuni messicani e che è ricoverato in un ospedale, ma Don non ottiene la conferma telefonica dall'ospedale. Allora Bob sostiene che deve essersi sbagliato sul nome dell'ospedale. Il sospettoso Teach lo colpisce sulla testa con un oggetto metallico, ma ecco che arriva la telefonata di un altro amico che conferma la versione di Bob e fornisce il nome del giusto ospedale. Don chiama l'ospedale e riceve conferma che Fletcher è stato ricoverato con una mascella rotta. A questo punto Bob confessa di aver inventato la storia del cliente che se ne andava con una valigia e di avere comprato la seconda moneta da un numismatico al fine di recuperare la fiducia di Don, perduta per non aver tenuto bene d'occhio il cliente. Nel finale Don redarguisce Teach per aver ferito Bob e gli ordina di prendere la sua macchina in modo che possano portarlo all'ospedale.

## Stile
Emblematico dello stile di scrittura di Mamet, il dialogo è talvolta laconico e spesso volgare. Il drammaturgo utilizza un lessico franco e brutale non tanto per scioccare gli spettatori, quanto piuttosto per una più realistica rappresentazione della "poesia profana" e per dotare i suoi personaggi di un'armatura psicologicamente necessaria contro il loro ambiente violento.

## Rappresentazioni
La prima assoluta di American Buffalo è stata il 23 novembre 1975 al Goodman Theatre Stage Two di Chicago, per la regia di Gregory Mosher con William H. Macy (Bobby), Bernard Erhard (Teach), e J.J. Johnston (Donny).
La prima Off-Broadway è stata il 26 gennaio 1976 al Theatre at St. Clement's Church, regia di Gregory Mosher, con Mike Kellin (Teach), Michael Egan (Donny) e J. T. Walsh (Bobby).
La prima a Broadway è stata l'8 febbraio 1977 all'Ethel Barrymore Theatre, per 122 repliche, regia di Ulu Grosbard, con Robert Duvall (Teach), Kenneth McMillan (Donny), and John Savage (Bobby).
Una nuova produzione è stata nell'autunno 1980 al Long Wharf Theater di New Haven e poi nel giugno 1981 Off-Broadway al Circle in the Square, per la regia Arvin Brown, con Al Pacino (Teach), Thomas Waites (Bobby) e Clifton James (Donny).
Un'altra produzione di Broadway è stata al Booth Theatre, dal 20 ottobre 1983 al 4 febbraio 1984, per la regia di Arvin Brown, con Al Pacino (Teach), James Hayden (Bobby) e J. J. Johnston (Donny Dubrow).
Una nuova produzione di Broadway ha debuttato il 14 aprile 2022 al Circle in the Square Theatre, rimanendo in programmazione fino al 10 luglio, con la regia di Neil Pepe e l'interpretazione di Sam Rockwell (Teach), Darren Criss (Bobby) e Laurence Fishburne (Donny).

## Produzioni in Italia
La prima rappresentazione italiana è stata il 15 novembre 1983 al Piccolo Eliseo di Roma per la regia di Franco Però, scene di Antonio Fiorentino, costumi di Andrea Viotti, musiche di Antonio Di Pofi. Interpreti: Massimo Venturiello, Sergio Rubini, Mauro Serio.

## Riconoscimenti
- 1977 - Drama Desk Award per le Migliori scenografie a Santo Loquasto
- 1984 - Theatre World Award a J. J. Johnston

## Adattamenti cinematografici
Nel 1996, il dramma - con il medesimo titolo American Buffalo - fu portato sul grande schermo dal regista Michael Corrente, con protagonisti Dustin Hoffman (Teach), Dennis Franz (Don) e Sean Nelson (Bobby).